# Exoprosopa argentifrons
Exoprosopa argentifrons är en tvåvingeart som beskrevs av Macquart 1855. Exoprosopa argentifrons ingår i släktet Exoprosopa och familjen svävflugor. Inga underarter finns listade i Catalogue of Life.